# Zmutt-gleccser
Zmutt-gleccser egy 6 km (2005) hosszú gleccser, Svájcban, a Pennini-Alpokban, Wallis kantonban. 1973-ban – az utolsó méréskor – 16,89 km² területű volt.
A gleccser a Zmutt nevű faluról kapta a nevét. A falu eredete 500 évre nyúlik vissza. A falu Zermatt önkormányzatához tartozik, Zermatt-tól nyugatra az úgynevezett Zmutt-völgyben fekszik, 1936 m magasan.
A Zmutt-völgy a Matterhorn északi sziklafalához kapcsolódik, és a vége a Zmutt-gleccsernél van, mely átnyúlik az olaszországi Aosta-völgybe.
A felmelegedés miatt a gleccser kiterjedése lassan csökken.